# Омутнінський
Омутні́нський (рос. Омутнинский) — селище у складі Омутнінського району Кіровської області, Росія. Входить до складу Омутнінського міського поселення.
Населення становить 85 осіб (2010, 107 у 2002).
Національний склад станом на 2002 рік — росіяни 88 %.